# Paaliaq
Paaliaq  är en av Saturnus månar. Den upptäcktes av John J. Kavelaars, Brett Gladman, Jean-Marc Petit, Hans Scholl, Matthew J. Holman, Brian G. Marsden, Philip Nicholson och Joseph A. Burns i oktober 2000, och gavs den tillfälliga beteckningen S/2000 S 2. Bland Saturnus månar är den numrerad som XX, det vill säga som nummer 20. 
Månen är medlem i Inuitgruppen och namngavs i augusti 2003 efter en fiktiv shaman i boken The Curse of the Shaman, skriven av Michael Kusugak. Kusugak försåg Kavelaars med namnen på jättarna i inuitisk mytologi som nyttjades i namngivningen av de andra månarna i Inuitgruppen.
Paaliaq tros vara omkring 22 kilometer i diameter och dess bana har ett genomsnittligt avstånd på 15,2 miljoner kilometer från Saturnus. Det tar 687 dagar för Paaliaq att kretsa ett varv kring Saturnus. Den är en medlem av inuitgruppen av oregelbundna satelliter och har också en närhet till nio andra månar.
Den har ljusröd färg. Paaliaq spektrum är mycket lik inuitgruppens satelliter Kiviuq och Siarnaq. Det stöder teorin att gruppen har ett gemensamt ursprung från en större himlakropp som brutits sönder.